# Lucien Gautier (homme politique)
Pour les articles homonymes, voir Lucien Gautier et Gautier.
Lucien Gautier, né le 27 juillet 1913 à Saumur et mort le 3 février 1992 à Saumur, est un homme politique français.

## Mandats
- 26/09/1965 - 21/09/1974 : Sénateur de Maine-et-Loire
- 22/09/1974 - 02/10/1983 : Sénateur de Maine-et-Loire

Situation en fin de mandat
- Membre de la commission des affaires étrangères, de la défense et des forces armées
- Membre du Groupe du Rassemblement pour la République